# ویلیام آیرونز
ویلیام آیرونز استاد بازنشسته دانشگاه نورت وسترن است که به عنوان یک صاحب نظر انسان‌شناسی شناخته می‌شود که تحقیق مردم‌شناسی را در شمال ایران بر طایفه یموت ترکمن در شهرستان گنبدکاووس استان گلستان انجام دادند.

## فعالیت‌ها
تمرکز تحقیقات ویلیام آیرونز بیشتر بر اکولوژی تکاملی، استراتژی باروری استراتژی‌های تولید مثل جمعیت‌شناسی و مبانی تکاملی اخلاق و دین بوده‌است
وی دکترای خود دررشته مردم‌شناسی را در سال ۱۹۶۹ دردانشگاه میشیگان به پایان رساند. رسالهٔ دکترای وی دربارهٔ یک جامعه عشایری رمه دار یعنی یموت‌های ترکمن شمال ایران بود.
ویلیام آیرونز در سال ۱۹۷۵ یک تک نگاری با نام """ترکمن‌های یموت: مطالعه سازمان اجتماعی یک جمعیت ترک‌زبان در آسیای مرکزی""" منتشر کرده، این کتاب توسط دکتر محمدامین کنعانی به فارسی ترجمه و منتشر شده‌است. در آن در مورد تشکیل طایفه یموت و سایر طایفه هادر خاورمیانه بحث شده، تمام ابعاد مسائل زندگی سیاسی، اجتماعی، فرهنگی و اقتصادی جامعه طایفه یموت را بررسی می‌کند که اطلاعات جامع و دست اولی از ترکمن‌ها به دست می‌دهد. در نهایت، براساس مطالعه فرد در جامعه و خویشاوندی، نقش آن درسازماندهی روابط اجتماعی، این فرضیه را ارایه نموده‌است که طایفه گری یک استراتژی نظامی، سیاسی و اقتصادی است.
همچنین، مقاله ای تحت عنوان «تنظیم و تحدید جمعیت از راه‌های اجتماعی و نتایج تحقیق دربارهٔ ترکمن‌های شمال ایران» در این باب منتشر شده که این نیز توسط بابک قهرمان(۱۳۵۳) ترجمه شده‌است.
در زمینه انسان‌شناسی در سال ۱۹۷۹ کتابی تحت عنوان ' زیست‌شناسی تکاملی و رفتار اجتماعی انسانی: چشم‌انداز انسان‌شناسی  با همکاری ناپلئون چوگنان به رشته تحریر درآوردند که شامل مقدمات انسان‌شناسی برای ارزیابی نظریه‌های تکاملی رفتار انسان است.

## جوایز و افتحارات
- رئیس جمعیت انسان‌شناسی تکاملی، یک بخش از انجمن انسان‌شناسی آمریکا (۲۰۰۴–۲۰۰۵)
- رئیس انجمن رفتار انسانی و تکامل انسان، ۲۰۰۱–۲۰۰۳.
- عضو انجمن آمریکایی برای پیشرفت علم (انتخاب ۱۹۸۰).
- دریافت جایزه دستاورد مادام العمر برای مطالعه عشایر مرتع‌نشین از اعضای کمیساریای مردمی عشایری، اتحادیه بین‌المللی علوم انسانی و علوم انسانی[۴]
- Human Behavior and Evolution Society: Lifetime Career Award, 2011.[۵]